# Copa Mundial de Fútbol Playa 1999
La Copa Mundial de Fútbol Playa 1999 fue la quinta edición de este torneo invitacional de fútbol playa que se realizó en Copacabana, Brasil y que contó con la participación de 12 selección de Europa, América, Asia y por primera vez participó un representante de África.
Brasil venció en la final a Portugal para ganar el título por quinta edición de manera consecutiva.

## Participantes
| - Portugal - España - Italia - Francia | - Uruguay - Perú - Estados Unidos - Canadá | - Japón - Malasia - Sudáfrica - Brasil |

## Fase de grupos

### Grupo A
| Nación  | Pts. | J | G | E | P | GF | GC | GD  |
| ------- | ---- | - | - | - | - | -- | -- | --- |
| Brasil  | 6    | 2 | 2 | 0 | 0 | 25 | 10 | 15  |
| Japón   | 3    | 2 | 1 | 0 | 1 | 12 | 14 | -2  |
| Francia | 0    | 2 | 0 | 0 | 2 | 9  | 22 | -13 |

| Equipo 1 | Resultado | Equipo 2 |
| -------- | --------- | -------- |
| Francia  | 5-15      | Brasil   |
| Brasil   | 10-5      | Japón    |
| Japón    | 7-4       | Francia  |

### Grupo B
| Nación    | Pts. | J | G | E | P | GF | GC | GD  |
| --------- | ---- | - | - | - | - | -- | -- | --- |
| Uruguay   | 6    | 2 | 2 | 0 | 0 | 15 | 4  | 11  |
| España    | 3    | 2 | 1 | 0 | 1 | 8  | 6  | 2   |
| Sudáfrica | 0    | 2 | 0 | 0 | 2 | 1  | 14 | -13 |

| Equipo 1  | Resultado | Equipo 2  |
| --------- | --------- | --------- |
| Sudáfrica | 0-10      | Uruguay   |
| España    | 4-1       | Sudáfrica |
| Uruguay   | 5-4       | España    |

### Grupo C
| Nación | Pts. | J | G | E | P | GF | GC | GD  |
| ------ | ---- | - | - | - | - | -- | -- | --- |
| Perú   | 6    | 2 | 2 | 0 | 0 | 6  | 2  | 15  |
| Canadá | 3    | 2 | 1 | 0 | 1 | 6  | 6  | -2  |
| Italia | 0    | 2 | 0 | 0 | 2 | 5  | 9  | -13 |

| Equipo 1 | Resultado | Equipo 2 |
| -------- | --------- | -------- |
| Perú     | 2-1       | Canadá   |
| Italia   | 1-4       | Perú     |
| Canadá   | 5-4       | Italia   |

### Grupo D
| Nación         | Pts. | J | G | E | P | GF | GC | GD  |
| -------------- | ---- | - | - | - | - | -- | -- | --- |
| Portugal       | 6    | 2 | 2 | 0 | 0 | 11 | 4  | 7   |
| Estados Unidos | 3    | 2 | 1 | 0 | 1 | 9  | 7  | 2   |
| Malasia        | 0    | 2 | 0 | 0 | 2 | 9  | 22 | -13 |

| Equipo 1       | Resultado | Equipo 2       |
| -------------- | --------- | -------------- |
| Malasia        | 2-7       | Estados Unidos |
| Portugal       | 4-2       | Malasia        |
| Estados Unidos | 2-5       | Portugal       |

## Fase Final

### Cuartos de final
| Equipo 1 | Resultado | Equipo 2       |
| -------- | --------- | -------------- |
| Uruguay  | 7-6       | Estados Unidos |
| Portugal | 6-1       | España         |
| Perú     | 7-3       | Japón          |
| Brasil   | 7-4       | Canadá         |

### Semifinales
| Equipo 1 | Resultado | Equipo 2 |
| -------- | --------- | -------- |
| Portugal | 5-2       | Perú     |
| Brasil   | 5-2       | Uruguay  |

### Tercer Lugar
| Equipo 1 | Resultado | Equipo 2 |
| -------- | --------- | -------- |
| Perú     | 6-7       | Uruguay  |

### Final
| Equipo 1 | Resultado | Equipo 2 |
| -------- | --------- | -------- |
| Portugal | 2-5       | Brasil   |

## Campeón
| Copa Mundial de Fútbol Playa 1999 |
| --------------------------------- |
| Bandera de Brasil                 |
| Brasil 5º Título                  |

### Posiciones Finales
| Pos. | Selección      |
| ---- | -------------- |
| 1    | Brasil         |
| 2    | Portugal       |
| 3    | Uruguay        |
| 4    | Perú           |
| 5    | España         |
| 6    | Estados Unidos |
| 7    | Canadá         |
| 8    | Japón          |
| 9    | Italia         |
| 10   | Malasia        |
| 11   | Francia        |
| 12   | Sudáfrica      |

## Premios

### Goleadores
| Pos. | Nombre  | Goles |
| ---- | ------- | ----- |
| 1=   | Júnior  | 10    |
| 1=   | Matosas | 10    |

### Mejor Jugador
| Nombre   |
| -------- |
| Jorginho |

### Mejor Portero
| Nombre       |
| ------------ |
| Pedro Crespo |